# 陈钟书
陈钟书（1891年—1938年4月22日），字树藩，男，云南安宁人，中华民国军事人物。追赠陆军中将军衔。